# Gastón Obledo
Gastón Ángel Obledo Loo (ur. 6 lutego 1966 w San Luis Potosí) – meksykański piłkarz występujący na pozycji pomocnika lub napastnika, trener piłkarski.

## Kariera klubowa
Obledo jest wychowankiem zespołu Club Jalisco z siedzibą w mieście Guadalajara, do którego seniorskiej drużyny, występującej wówczas w drugiej lidze meksykańskiej, został włączony jako dwudziestolatek. W ekipie tej spędził kolejne trzy lata bez większych sukcesów drużynowych, lecz w sezonie 1988/1989 z dziewiętnastoma golami na koncie wywalczył tytuł króla strzelców rozgrywek Segunda División. Bezpośrednio po tym osiągnięciu przeniósł się do innego zespołu z Guadalajary – pierwszoligowego Club Atlas, w którego barwach zadebiutował w meksykańskiej Primera División za kadencji urugwajskiego szkoleniowca Luisa Garisto, 21 października 1988 w przegranym 0:1 spotkaniu z Monterrey. Szybko wywalczył sobie miejsce w formacji ofensywnej i premierowe gole w najwyższej klasie rozgrywkowej strzelił 11 listopada tego samego roku w wygranej 3:0 konfrontacji z Correcaminos UAT, kiedy to dwukrotnie wpisał się na listę strzelców. W Atlasie występował ogółem przez trzy lata jako podstawowy napastnik.
Latem 1992 Obledo przeszedł do ekipy Correcaminos UAT z siedzibą w Ciudad Victoria, którego barwy reprezentował bez poważniejszych osiągnięć przez rok, po czym został zawodnikiem ówczesnego mistrza kraju – Atlante FC ze stołecznego miasta Meksyk. Tam w 1994 roku osiągnął jedyny sukces w karierze, docierając do finału najbardziej prestiżowych rozgrywek północnoamerykańskiego kontynentu – Pucharu Mistrzów CONCACAF, a kilka miesięcy później argentyński trener Ricardo La Volpe przekwalifikował go z pozycji napastnika na pomocnika, na której występował już do końca kariery. Po upływie czterech lat w roli kluczowego gracza powrócił do Club Atlas, gdzie tym razem spędził rok. W połowie 1998 roku podpisał umowę z drużyną CF Monterrey, gdzie występował jako podstawowy zawodnik przez następne cztery lata, jednak nie zanotował żadnych osiągnięć zarówno na arenie krajowej, jak i międzynarodowej. Ogółem zanotował 402 spotkania w pierwszej lidze meksykańskiej. Profesjonalną karierę zdecydował się zakończyć w wieku 36 lat.

## Kariera trenerska
Po zakończeniu kariery piłkarskiej Obledo rozpoczął pracę jako szkoleniowiec, pełniąc głównie rolę asystenta. W latach 2003–2004 był członkiem sztabu szkoleniowego trenera Marco Antonio Trejo w drugoligowym Cruz Azul Oaxaca, zaś w latach 2004–2006 asystował swojemu byłemu koledze boiskowemu José Guadalupe Cruzowi; najpierw w Atlante FC, zaś później w drugoligowych Club León i Real de Colima. W styczniu 2007 zastąpił Cruza na stanowisku pierwszego szkoleniowca Realu i prowadził tę drużynę do końca roku, nie odnosząc większych sukcesów w drugiej lidze. W latach 2008–2009 pracował za to w swoim byłym zespole – Club Atlas, gdzie był asystentem argentyńskich trenerów Miguela Ángela Brindisiego, Darío Franco i Ricardo La Volpe. Współpraca z pierwszym z nich w 2008 roku zaowocowała zajęciem drugiego miejsca w rozgrywkach kwalifikacyjnych do Copa Libertadores – InterLidze. W marcu 2009 powrócił do drugoligowego Club León, tym razem w roli pierwszego trenera, jednak funkcję tę pełnił zaledwie przez kilkanaście dni. W lipcu 2009 podpisał umowę z innym drugoligowcem – Guerreros FC z miasta Hermosillo, lecz został zwolniony już po dwóch miesiącach z powodu słabych wyników.
W maju 2010 Obledo został szkoleniowcem trzecioligowego zespołu Loros UdeC z siedzibą w Colimie, który prowadził bez większych osiągnięć przez kolejne kilkanaście miesięcy. W latach 2012–2013 ponownie był asystentem José Guadalupe Cruza, tym razem w drużynie Jaguares de Chiapas z miasta Tuxtla Gutiérrez, a potem zanotował kilkutygodniowy epizod w Club Atlas jako pomocnik José Luisa Maty. W czerwcu 2014 wspólnie z Gabrielem Pereyrą objął funkcję trenera spadkowicza z pierwszej ligi – swojego byłego klubu Atlante FC, mającego już siedzibę w Cancún. Bez większych sukcesów i z przeciętnym skutkiem prowadził go przez dziewięć miesięcy, po czym w marcu 2015 został zwolniony po serii słabszych wyników.